# 1025
1025（千二十五、一〇二五、せんにじゅうご）は、自然数また整数において、1024の次で1026の前の数である。

## 性質
- 1025は合成数であり、約数は 1, 5, 25, 41, 205, 1025 である。
  - 約数の和は1302。
  - 1302 < 1025 × 2より不足数である。1つ前は1024、次は1027。
- 1025 = 52 × 41
  - 2つの異なる素因数の積で p2 × q の形で表せる111番目の数である。1つ前は1017、次は1028。(オンライン整数列大辞典の数列 A054753)
- 1025 = 15 + 45
  - 2つの五乗数の和でせる7番目の数である。1つ前は486、次は1056。(オンライン整数列大辞典の数列 A003347）
- 1025 = 332 - 64
  - n = 33 のときの n2 − 64 の値とみたとき1つ前は960、次は1092。(オンライン整数列大辞典の数列 A098849)
- 1025 = 210 + 1
  - n = 10 のときの 2n + 1 の値とみたとき1つ前は513、次は2049。(オンライン整数列大辞典の数列 A000051)
  - 1025 = 210 + 20
    - 2つの異なる2の累乗和で表せる46番目の数である。(オンライン整数列大辞典の数列 A018900)
- 1025 = 45 + 1
  - n = 5 のときの 4n + 1 の値とみたとき1つ前は257、次は4097。(オンライン整数列大辞典の数列 A052539)
  - n = 4 のときの n4 + 1 の値とみたとき1つ前は244、次は3126。(オンライン整数列大辞典の数列 A002561)
  - 1025 = 4 × 162 + 1
    - n = 16 のときの 4n2 + 1 の値とみたとき1つ前は901、次は1157。(オンライン整数列大辞典の数列 A053755)
- 1025 = 322 + 1
  - n = 32 のときの n2 + 1 の値とみたとき1つ前は962、次は1090。(オンライン整数列大辞典の数列 A002522)
- 各位の和が8になる48番目の数である。1つ前は1016、次は1034。

## その他 1025 に関連すること
- 西暦1025年
- 国鉄1025形蒸気機関車